# 派財神
派財神是中國春節的一種傳統習俗，以前在香港曾經頗為流行。
財神相傳是主管財富的神仙，因此受各家的歡迎。派“財神”的通常是十來歲的小孩及少年。財神的“製作”十分簡單，在一張兩吋乘一吋的小小紅紙上，以毛筆寫上“財神”二字成為小揮春便可以，後來也有機器印製的。派財神者拿著一疊逐家拍門，當戶主開門時，派者大叫“ 財—神—到”。戶主在新春期間，斷不能立時關門拒絕財神，當然要把財神接下。然後根據習俗，要給予派（賣）財神者利市。如是者接財神者有望新年可以發大財，而派財神的小孩更是立發小財，大家一樣歡喜。
與派財神相關的一種習俗稱為“賣懶”。相傳倘若小孩生性懶惰不用功讀書，可以在財神中混入一張寫上“懶”的紅紙，在派財神時有意無意地將其賣出，新的一年便可戒除懶惰。不過“懶”必須在年三十午夜前賣出，而且不可被發覺，否則便算失敗。